# Columba versicolor
Pombo-das-bonin ou pombo-das-bonim (Columba versicolor) é uma espécie extinta de ave da família dos pombos. Era endêmica das ilhas Ogasawara, no Japão.